# Długoszyn (przystanek kolejowy)
Długoszyn – zlikwidowany przystanek osobowy w Długoszynie na linii kolejowej nr 364 Wierzbno – Rzepin, w województwie lubuskim w Polsce.